# Cam Talbot
Cameron „Cam“ Talbot (* 5. Juli 1987 in Caledonia, Ontario) ist ein kanadischer Eishockeytorwart, der seit Juli 2024 bei den Detroit Red Wings in der National Hockey League unter Vertrag steht. Er nahm einen für Eishockeyspieler ungewöhnlichen Weg, der ihn über ein abgeschlossenes Studium an der University of Alabama in Huntsville und ohne vollzogenen NHL Entry Draft in den Kader der New York Rangers führte, wo er zwei Saisons verbrachte. Anschließend stieg er bei den Edmonton Oilers zum Stammtorhüter auf, für die er knapp dreieinhalb Jahre aktiv war, bevor er für die Philadelphia Flyers, Calgary Flames, Minnesota Wild, Ottawa Senators und Los Angeles Kings auflief. Mit der kanadischen Nationalmannschaft gewann Talbot bei der Weltmeisterschaft 2016 die Goldmedaille.

## Karriere

### Jugend
Cam Talbot wuchs in Caledonia auf und begann im nur wenige Kilometer entfernten Hamilton für die lokalen Hamilton Red Wings mit dem Eishockeyspielen. Bis zur Saison 2006/07 spielte er in der Ontario Provincial Junior A Hockey League (OPJHL), ehe er an die University of Alabama in Huntsville wechselte. Diese für Eishockeyspieler eher ungewöhnliche Wahl ist darin begründet, dass ihm keine andere Universität der Division I der National Collegiate Athletic Association ein Stipendium angeboten hatte. Dies wiederum lag insbesondere daran, dass der OPJHL nicht die gleiche Aufmerksamkeit wie den drei erstklassigen Juniorenligen Kanadas beigemessen wird. Erst als sein Studium in Alabama beginnen sollte, hatte Talbot mehrere Möglichkeiten, in eine dieser drei zu wechseln; er entschied sich jedoch für die Hochschulausbildung.

### Studium in Alabama
An der Universität spielte Talbot für die Alabama-Huntsville Chargers in der College Hockey America (CHA), die zu diesem Zeitpunkt noch eine Herren-Universitätsliga darstellte. Die ersten beiden Jahre gestalteten sich sportlich sehr schwierig, da die Chargers in der mit nur drei weiteren Mannschaften besetzten Liga jeweils Letzter wurden und das Team von insgesamt 37 Spielen nur sechs gewann. Trotz dieser Ergebnisse kam Talbot in der zweiten Saison bereits auf eine respektable Fangquote von 90,7 %. Seinen sportlichen Durchbruch erreichte der Torwart allerdings erst in der Spielzeit 2009/10. Zwar erreichten die Chargers nur den dritten Platz in der Liga, gewannen jedoch das anschließende Conference Tournament, wodurch sie sich für die Ausscheidungsrunde zu den NCAA Frozen Four qualifizierten. Talbot wurde zudem zum Most Valuable Player sowie ins All-Star-Team des Tournaments gewählt; ebenso wie in das Second All-Star-Team der regulären Saison der CHA. Die Chargers unterlagen zwar bereits im ersten Spiel der Ausscheidungsrunde der Miami University mit 1:2, jedoch zeigte Talbot im Spiel gegen Miami wie auch im Conference Tournament starke Leistungen.
Hinzu kam, dass sein Trainer in Alabama, Danton Cole, durch seine langjährige NHL-Erfahrung Beziehungen zu Gordie Clark hatte, den Direktor für Scouting und Spielerentwicklung der New York Rangers. Dieser wiederum ließ Talbot während der Saisonfinals 2009/10 von Scouts beobachten, woraufhin ihn die Rangers am 30. März 2010, nur einen Tag nach dem verlorenen Spiel gegen Miami, unter Vertrag nahmen. Damit wurde Talbot der erste Spieler in der Geschichte der University of Alabama-Huntsville, der direkt aus deren Kader von einem NHL-Franchise verpflichtet wurde. Zudem gestand der Kanadier später, dass er mit dieser Entwicklung nicht gerechnet hatte und eigentlich plante, sein Studium zu beenden und sich nach einem Job umzusehen – wobei Talbot das Studium trotz der Vertragsunterzeichnung mit einem Major of Corporate Finance abschloss.

### NHL

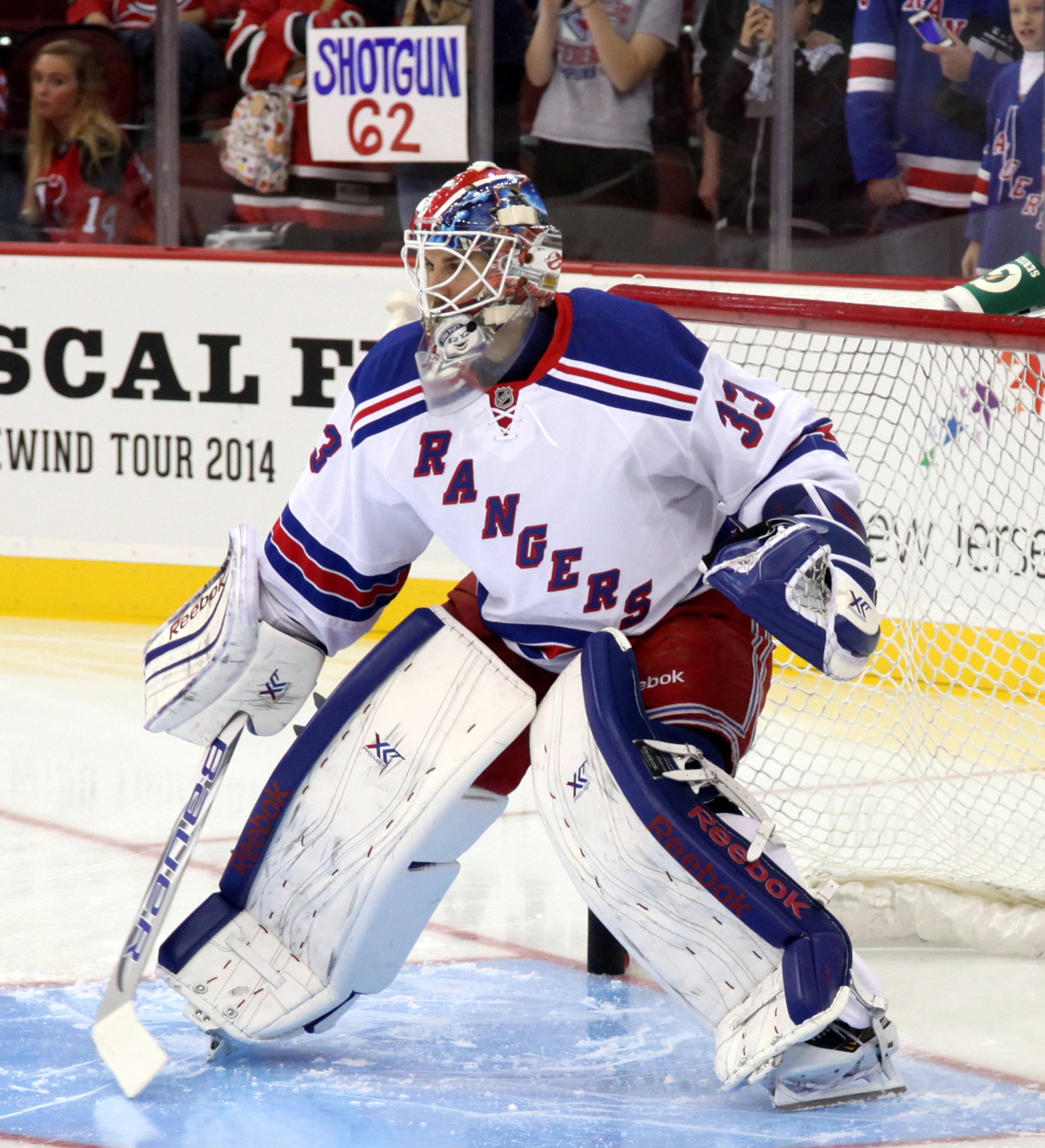
Cam Talbot im Trikot der New York Rangers

Von zwei Einsätzen bei den Greenville Road Warriors in der ECHL abgesehen spielte Talbot in den nächsten Jahren für das Farmteam der New York Rangers, den Connecticut Whale, in der American Hockey League. Im NHL-Kader standen zu dieser Zeit Henrik Lundqvist als Stammspieler sowie Martin Biron als Ersatz vor ihm. Erst im Oktober 2013, nach drei Saisons in der AHL, rückte der Kanadier fest als Ersatzmann für Lundqvist in den Kader der Rangers auf und kam bereits am 24. Oktober zu seinem NHL-Debüt gegen die Philadelphia Flyers. Insgesamt kam Talbot in der Saison 2013/14 auf 21 Einsätze in der regulären Saison und stand zweimal während der Play-offs auf dem Eis, in denen die Rangers das Stanley-Cup-Finale erreichten.
Nach insgesamt fünf Jahren in der Organisation der New York Rangers wurde er im Rahmen des NHL Entry Draft 2015 an die Edmonton Oilers abgegeben, die ihrerseits ein Zweit- und ein Drittrunden-Wahlrecht für jenen Draft nach New York schickten. Zudem tauschten die Franchises ihre Siebtrunden-Wahlrechte gleichen Jahres. Bei den Oilers erspielte sich Talbot prompt einen Stammplatz und kommt als erster Torwart regelmäßig zum Einsatz. Im Januar 2016 verlängerte er seinen Vertrag in Edmonton um drei Jahre. Nach der Saison 2015/16 vertrat Talbot sein Heimatland erstmals auf internationalem Niveau, als er mit dem Team Canada bei der Weltmeisterschaft die Goldmedaille gewann und dabei acht von zehn Spielen absolvierte.
In seiner zweiten Saison in Edmonton stellte Talbot mit 42 Siegen in der regulären Saison einen neuen Franchise-Rekord auf. In der Spielzeit 2018/19 unterlag er jedoch im internen Konkurrenzkampf dem Neuzugang Mikko Koskinen, sodass er im Februar 2019 im Tausch für Anthony Stolarz an die Philadelphia Flyers abgegeben wurde. Dort beendete er die Saison und schloss sich anschließend im Juli 2019 als Free Agent den Calgary Flames an, bei denen er einen Einjahresvertrag unterzeichnete. In gleicher Weise wechselte er im Oktober 2020 zu den Minnesota Wild, die ihn mit einem Dreijahresvertrag ausstatteten, der ihm ein Gesamtgehalt von elf Millionen US-Dollar einbringen soll. Bereits nach zwei Jahren in Minnesota gaben ihn die Wild jedoch im Juli 2022 im Tausch für Filip Gustavsson an die Ottawa Senators ab. Dort beendete er die Saison 2022/23 und wechselte anschließend als Free Agent zu den Los Angeles Kings, ebenso wie im Juli 2024 zu den Detroit Red Wings.

## Erfolge und Auszeichnungen
- 2010 CHA Second All-Star-Team
- 2010 MVP des Conference Tournaments (CHA)
- 2010 All-Star-Team des Conference Tournaments
- 2016 Goldmedaille bei der Weltmeisterschaft
- 2022 Teilnahme am NHL All-Star Game
- 2024 Teilnahme am NHL All-Star Game

## Karrierestatistik
Stand: Ende der Saison 2024/25
(Legende zur Torhüterstatistik: GP oder Sp = Spiele insgesamt; W oder S = Siege; L oder N = Niederlagen; T oder U oder OT = Unentschieden oder Overtime- bzw. Shootout-Niederlage; Min. = Minuten; SOG oder SaT = Schüsse aufs Tor; GA oder GT = Gegentore; SO = Shutouts; GAA oder GTS = Gegentorschnitt; Sv% oder SVS% = Fangquote; EN = Empty Net Goal; 1 Play-downs/Relegation; Kursiv: Statistik nicht vollständig)

### International
Vertrat Kanada bei:
- Weltmeisterschaft 2016

(Legende zur Torhüterstatistik: GP oder Sp = Spiele insgesamt; W oder S = Siege; L oder N = Niederlagen; T oder U oder OT = Unentschieden oder Overtime- bzw. Shootout-Niederlage; Min. = Minuten; SOG oder SaT = Schüsse aufs Tor; GA oder GT = Gegentore; SO = Shutouts; GAA oder GTS = Gegentorschnitt; Sv% oder SVS% = Fangquote; EN = Empty Net Goal; 1 Play-downs/Relegation; Kursiv: Statistik nicht vollständig)

## Trivia
Talbot ist verheiratet und Vater zweier Kinder.
Talbot ist ein großer Fan des Films Ghostbusters – Die Geisterjäger und trägt eine mit Motiven des Films bemalte Torwartmaske. In Anlehnung an den Titel wurde ihm der Spitzname GoalBuster zuteil.